# Élections sénatoriales de 2017 en Seine-et-Marne
Les élections sénatoriales en Seine-et-Marne se déroulent le 24 septembre 2017. Elles ont pour but d'élire les sénateurs représentant le département au Sénat pour un mandat de six années.

## Contexte départemental
Lors des élections sénatoriales de 2011 en Seine-et-Marne, six sénateurs ont été élus selon un mode de scrutin proportionnel : un PCF, deux PS et trois UMP.
Depuis, tous les effectifs du collège électoral des grands électeurs ont été renouvelés, avec les élections législatives de 2017, les élections régionales de 2015, les élections départementales de 2015 et les élections municipales de 2014.

## Sénateurs sortants
| Sénateur | Sénateur          | Parti | Fonctions lors de l'élection en 2011                                                                        |
| -------- | ----------------- | ----- | --- |
|          | Michel Billout    | PCF   | Sénateur sortant, conseiller municipal de Nangis                                                            |
|          | Hélène Lipietz    | EELV  | Sénatrice sortante                                                                                          |
|          | Vincent Éblé      | PS    | Président du conseil général, premier adjoint au maire de Lognes                                            |
|          | Colette Mélot     | LR    | Sénatrice sortante, première adjointe au maire de Melun                                                     |
|          | Anne Chain-Larché | LR    | Conseillère générale, présidente de la CC de la Brie des Morin, adjointe au maire de Saint-Denis-lès-Rebais |
|          | Pierre Cuypers    | LR    | Maire d'Aubepierre-Ozouer-le-Repos                                                                          |

1. ↑  Remplace Nicole Bricq, décédée le 6 août 2017.
2. ↑  Remplace Jean-Jacques Hyest, démissionnaire le 11 octobre 2015.
3. ↑  Remplace Michel Houel, décédé le 30 novembre 2016.

## Présentation des listes et des candidats
Les nouveaux représentants sont élus pour une législature de 6 ans au suffrage universel indirect par les 3 044 grands électeurs du département. En Seine-et-Marne, les sénateurs sont élus au scrutin proportionnel plurinominal. Leur nombre reste inchangé, six sénateurs sont à élire et huit candidats doivent être présentés sur la liste pour qu'elle soit validée. Chaque liste de candidats est obligatoirement paritaire et alterne entre les hommes et les femmes. Plusieurs listes seront déposées dans le département. Elles sont présentées ici dans l'ordre de leur dépôt à la préfecture et comportent l'intitulé figurant aux dossiers de candidature.

### La force de nos territoires, sauvons la démocratie locale (Divers droite)
| N° | Candidats | Candidats          | Parti | Principale fonction                                |
| -- | --------- | ------------------ | ----- | -------------------------------------------------- |
| 01 |           | Michel Gérès       | DVD   | Maire de Croissy-Beaubourg                         |
| 02 |           | Mireille Munch     | Cap21 | Maire de Ferrières-en-Brie                         |
| 03 |           | Patrick Chadaillat | DVD   | Maire de Vulaines-sur-Seine                        |
| 04 |           | Stéphanie Hurgues  | LR    | Conseillère municipale de Saint-Fargeau-Ponthierry |
| 05 |           | Lionel Martinez    | DVG   | Conseiller municipal de Lognes                     |
| 06 |           | Sylvie Fassier     | LR    | Maire de Le Pin                                    |
| 07 |           | Édouard Donio      | DVD   | Conseiller municipal de Rampillon                  |
| 08 |           | Josiane Calderoni  | DVD   | Maire d'Étrépilly                                  |

### Agir ensemble pour la Seine-et-Marne (LR)
| N° | Candidats | Candidats         | Parti | Principale fonction                                                                         |
| -- | --------- | ----------------- | ----- | ------------------------------------------------------------------------------------------- |
| 01 |           | Anne Chain-Larché | LR    | Sénatrice sortante, conseillère régionale, conseillère municipale de Saint-Denis-lès-Rebais |
| 02 |           | Pierre Cuypers    | LR    | Sénateur sortant, maire d'Aubepierre-Ozouer-le-Repos                                        |
| 03 |           | Claudine Thomas   | LR    | Conseillère régionale, adjointe au maire de Chelles                                         |
| 04 |           | Gilles Battail    | LR    | Conseiller régional, maire de Dammarie-les-Lys                                              |
| 05 |           | Isoline Millot    | LR    | Maire de Diant, vice-présidente du conseil départemental                                    |
| 06 |           | Yann Dubosc       | UDI   | Maire de Bussy-Saint-Georges                                                                |
| 07 |           | Helen Henderson   | LR    | Maire de Nanteau-sur-Essonne                                                                |
| 08 |           | Jean-Louis Durand | LR    |                                                                                             |

### Rassembler pour servir la Seine-et-Marne et la France (La République en marche!)
| N° | Candidats | Candidats         | Parti | Principale fonction                                      |
| -- | --------- | ----------------- | ----- | -------------------------------------------------------- |
| 01 |           | Arnaud de Belenet | AC    | Conseiller départemental, maire de Bailly-Romainvilliers |
| 02 |           | Colette Mélot     | LR    | Sénatrice sortante                                       |
| 03 |           | Franck Vernin     | AC    | Maire de Le Mée-sur-Seine                                |
| 04 |           | Monique Bourdier  | LREM  | Maire de Bouleurs                                        |
| 05 |           | Achille Hourdé    | LREM  | Maire de Jaignes                                         |
| 06 |           | Pierrette Munier  | DVG   | Conseillère municipale de Chanteloup-en-Brie             |
| 07 |           | Christian Peutot  | LREM  | Maire de Faÿ-lès-Nemours                                 |
| 08 |           | Ouarda Choukri    | LREM  | Conseillère municipale de Claye-Souilly                  |

### Alliance écologiste indépendante et citoyenne pour la Seine-et-Marne rurale et citadine
| N° | Candidats | Candidats              | Parti | Principale fonction              |
| -- | --------- | ---------------------- | ----- | -------------------------------- |
| 01 |           | Franck Braquemart      | AEI   | Convoyeur de fonds               |
| 02 |           | Éliane Sabaté-Domenach | AEI   | Chef opératrice de prises de vue |
| 03 |           | Jean-Mohand Régnier    | AEI   | Cadre d'entreprise               |
| 04 |           | Marion Maxant          | AEI   |                                  |
| 05 |           | Luc Mesme              | AEI   | Exerce en libéral[Quoi ?]        |
| 06 |           | Jeannine Hinsinger     | AEI   |                                  |
| 07 |           | Jean-Marc Buret        | AEI   |                                  |
| 08 |           | Josselyne Aubagnac     | AEI   |                                  |

### Rassemblement des patriotes et des républicains (divers droite)
| N° | Candidats | Candidats              | Parti | Principale fonction                            |
| -- | --------- | ---------------------- | ----- | ---------------------------------------------- |
| 1  |           | Pierre Bacqué          | FN    | Conseiller départemental, maire du Vaudoué     |
| 2  |           | Isabelle Costerizant   | DVD   | Conseillère municipale de Montigny-sur-Loing   |
| 3  |           | Joffrey Bollée         | FN    | Conseiller régional                            |
| 4  |           | Béatrice Roullaud      | FN    | Conseillère municipale de Meaux                |
| 5  |           | Guy Lotte              | DVD   | Conseiller municipal de Brie-Comte-Robert      |
| 6  |           | Martine Clément-Launay | FN    | Conseillère municipal de Tournan-en-Brie       |
| 7  |           | Octave Caubet          | FN    | Premier adjoint du Vaudoué                     |
| 8  |           | Françoise Goudouneix   | FN    | Ancienne conseillère municipale de Coulommiers |

### Pour la Seine-et-Marne: Réussir à gauche (Parti socialiste)
| N° | Candidats | Candidats            | Parti | Principale fonction                         |
| -- | --------- | -------------------- | ----- | ------------------------------------------- |
| 01 |           | Vincent Éblé         | PS    | Sénateur sortant                            |
| 02 |           | Roseline Sarkissian  | PS    | Conseillère régionale, Fontainebleau        |
| 03 |           | Michel Bisson        | PS    | Maire de Lieusaint                          |
| 04 |           | Greta Caron-Bockler  | PS    | Conseillère municipale de Fontenay-Trésigny |
| 05 |           | Marc Pinauteau       | PS    | Maire de Collégien                          |
| 06 |           | Emmanuelle Fauconnet | PS    | Conseillère municipale de Bazoches-lès-Bray |
| 07 |           | Claude Jamet         | DVG   | Maire de Bagneaux-sur-Loing                 |
| 08 |           | Viviane Didier       | PS    | Adjointe au maire d'Othis                   |

### Faire cause commune pour la défense et le développement de la Seine-et-Marne (Parti communiste français)
| N° | Candidats | Candidats            | Parti | Principale fonction                                     |
| -- | --------- | -------------------- | ----- | ------------------------------------------------------- |
| 01 |           | Sylvie Fuchs         | PCF   | Conseillère régionale, ancienne maire de Roissy-en-Brie |
| 02 |           | Pascal Vesvre        | EELV  | Secrétaire départemental d'EELV                         |
| 03 |           | Aude Canale          | PCF   | Conseillère municipale de Coulommiers                   |
| 04 |           | Jean-Yves Lacroix    | DVG   | Maire de Buthiers                                       |
| 05 |           | Virginie Masson      | PCF   | Conseillère municipale d'Esmans                         |
| 06 |           | Jean-François Chalot | PCF   | Adjoint au maire de Vaux-le-Pénil                       |
| 07 |           | Maud Tallet          | PCF   | Maire de Champs-sur-Marne                               |
| 08 |           | Alain Briard         | PCF   | Adjoint au maire de Savigny-le-Temple                   |

## Résultats
| Tête de liste                                                                           | Tête de liste            | Liste                                  | Voix  | %     | Élus |
| --------------------------------------------------------------------------------------- | ------------------------ | -------------------------------------- | ----- | ----- | ---- |
|                                                                                         | Anne Chain-Larché        | Les Républicains (UDI)                 | 1 305 | 42,23 | 3    |
| Agir ensemble pour la Seine-et-Marne                                                    |                          |                                        | 1 305 | 42,23 | 3    |
|                                                                                         | Arnaud de Belenet        | La République en marche (AC - LR - PS) | 708   | 22,91 | 2    |
| Rassembler pour servir la Seine-et-Marne et la France                                   |                          |                                        | 708   | 22,91 | 2    |
|                                                                                         | Vincent Éblé             | Parti socialiste                       | 540   | 17,48 | 1    |
| Pour la Seine-et-Marne : réussir à gauche                                               |                          |                                        | 540   | 17,48 | 1    |
|                                                                                         | Sylvie Fuchs             | Parti communiste français (EÉLV)       | 276   | 8,93  | 0    |
| Faire cause commune pour la défense et le développement de la Seine-et-Marne            |                          |                                        | 276   | 8,93  | 0    |
|                                                                                         | Michel Gérès             | Divers droite (LR - Cap21 - PS)        | 125   | 4,05  | 0    |
| La force de nos territoires, sauvons la démocratie locale                               |                          |                                        | 125   | 4,05  | 0    |
|                                                                                         | Pierre Bacqué            | Extrême droite (FN)                    | 107   | 3,46  | 0    |
| Rassemblement des patriotes et des républicains                                         |                          |                                        | 107   | 3,46  | 0    |
|                                                                                         | Franck Bracquemart       | Écologiste (AEI)                       | 29    | 0,94  | 0    |
| Alliance écologiste indépendante et citoyenne pour la Seine-et-Marne rurale et citadine |                          |                                        | 29    | 0,94  | 0    |
|                                                                                         |                          |                                        |       |       |      |
| Suffrages exprimés                                                                      | Suffrages exprimés       | Suffrages exprimés                     | 3 090 | 97,72 |      |
| Votes blancs                                                                            | Votes blancs             | Votes blancs                           | 42    | 1,33  |      |
| Votes nuls                                                                              | Votes nuls               | Votes nuls                             | 30    | 0,95  |      |
| Total                                                                                   | Total                    | Total                                  | 3 162 | 100   | 6    |
| Abstention                                                                              | Abstention               | Abstention                             | 54    | 1,68  |      |
| Inscrits / participation                                                                | Inscrits / participation | Inscrits / participation               | 3 216 | 98,32 |      |

### Sénateurs élus
| Sénateur | Sénateur          | Parti |
| -------- | ----------------- | ----- |
|          | Vincent Éblé      | PS    |
|          | Arnaud de Belenet | AC    |
|          | Colette Mélot     | LR    |
|          | Anne Chain-Larché | LR    |
|          | Pierre Cuypers    | LR    |
|          | Claudine Thomas   | LR    |